# Musaranya d'Oaxaca
La musaranya d'Oaxaca (Sorex ventralis) és una espècie de musaranya endèmica del centre-sud de Mèxic. Es tracta d'un animal insectívor.